# غاري راي بولز
غاري راي بولز (بالإنجليزية: Gary Ray Bowles) هو قاتل متسلسل أمريكي، ولد في 25 يناير 1962 في كليفتون فورغ في الولايات المتحدة.